# آندرونیکوس یکم
آندرونیکوس یکم کومننوس (به یونانی: Ανδρόνικος Α’ Κομνηνός, Andronikos I Komninos)(به انگلیسی: Andronikos I Komnenos) (زادهٔ ۱۱۱۸ — درگذشتهٔ سپتامبر ۱۱۸۵) امپراتور روم شرقی (بیزانس) و آخرین امپراتور از دودمان کمنن بود که از ۱۱۸۳ تا ۱۱۸۵ فرمانروایی کرد. او تلاش کرد تا اصلاحاتی را در دولت اعمال نماید اما ضدیت شدید او با مسیحیت غربی منجر به حملهٔ نورمان‌ها شد. آندرونیکوس یکم سرانجام از قدرت خلع و پس از تحمل شکنجه‌های بسیاری از سوی مردم به قتل رسید.

## زندگی

### سال‌های نخستین
آندرونیکوس از عموزادگان مانوئل یکم، امپراتور پیشین بیزانس بود. پس از آنکه مانوئل در ۱۱۸۰ درگذشت، پسر ۱۱ ساله‌اش آلکسیوس دوم بر تخت امپراتوری نشست و مادرش امپراتریس ماریای انتاکیه‌ای، نایب‌السلطنهٔ او شد. ماریا لاتین‌تبار بود و ادارهٔ حکومت را به عاشقش آلکسیوس واگذار کرده بود و همین امر بهانه‌ای برای مخالفت بسیاری از جمله آندرونیکوس با نایب‌السطنتی او شد. تلاش‌هایی برای برکناری ماریا از مقام خود صورت گرفت که نتیجه‌بخش نبود تا آنکه سرانجام شورش‌هایی علیه لاتین‌ها در مه ۱۱۸۲ در قسطنطنیه شروع شد. ماریا از مقام خود خلع و عاشقش آلکسیوس دستگیر و کور گردید.

### رسیدن به امپراتوری
در این زمان آندرونیکوس که در کالسدون انتظار می‌کشید همراه با سپاهی که گرد آورده بود وارد پایتخت شده و خود را قیم امپراتور جوان نامید. او که اینک قدرت یافته بود فرمان کشتار غربی‌های ساکن قسطنطنیه را که بیشترشان را پیزایی‌ها و جنوآیی‌ها تشکیل می‌دادند صادر کرد. سپس دست به قتل‌عام مخالفان خود از جمله امپراتریس ماریا زد که حکم مرگش را پسرش آلکسیوس دوم به اجبار آندرونیکوس امضا کرده بود. آندرونیکوس سپس در سپتامبر ۱۱۸۳ با عنوان امپراتور مشترک با آلکسیوس دوم تاجگذاری کرد و چندی بعد فرمان خفه کردن امپراتور جوان را صادر نمود. او که ۶۵ ساله بود سپس با بیوهٔ ۱۳ سالهٔ الکسیوس ازدواج کرد تا وجهه‌ای قانونی به مقام امپراتوریش ببخشد.

### دوران حکومت
آندرونیکوس در طول مدت حکومتش تلاش کرد تا شرایط زندگی در استان‌های امپراتوری را با انجام اصلاحاتی در سیستم سیاسی فاسد دوران خود بهبود بخشد. او خرید و فروش مقام‌های حکومتی را ممنوع کرده و صاحب‌منصبان فاسد را مجازات نمود و مهمتر از همه، به کنترل قدرت اشراف فئودال و مالکان بزرگ زمین پرداخت که حفظ منافعشان باعث تضعیف وحدت امپراتوری می‌شد.
در دوران امپراتوری مانوئل یکم، سیاستی طرفدارانه از مسیحیت غربی اعمال می‌شد اما آندرونیکوس علاوه بر نادیده گرفتن آن، استقلال کلیسای شرق را نیز اعلام نمود که خصومت مسیحیان غربی با او را برانگیخت.

### شورش و برکناری از قدرت
در ۱۱۸۳، بلای سوم مجارستان، به بهانهٔ خونخواهی امپراتریس ماریا که یکی از غربی‌ها بود به روم شرقی یورش برد و چندین شهر امپراتوری را غارت کرد. از سوی دیگر نورمان‌های سیسیل به فرماندهی ویلیام دوم در اوت ۱۱۸۵ با گذشتن از یونان تسالونیکا، دومین شهر بزرگ امپراتوری را اشغال نمودند.
در ۱۱ سپتامبر ۱۱۸۵، آندرونیکوس که از این حملات آگاه شده و برای مقام خود نگران بود فرمان داد تا تمامی آنانی را که به جرم فتنه‌انگیزی زندانی شده‌بودند را اعدام نمایند. او سپس از پیشگویی پرسید که چه‌کسی پس از او امپراتور خواهد شد و او شخصی با نام ایزاک (اسحاق) را معرفی نمود. آندرونیکوس احتمال داد که آن شخص باید یا ایزاک کومننوس، حاکم قبرس باشد یا ایزاک آنجلوس. پس فرمان قتلشان را صادر نمود.
دیری نپایید که خبر حملهٔ نوزمان‌ها در پایتخت پیچید و به‌دنبال آن شورشی در قسطنطنیه آغاز شد. اهالی که از ستمگری‌های آندرونیکوس به‌تنگ آمده بودند روی به ایزاک آنجلوس که برای حفظ جان خود در کلیسایی پناه گرفته بود آوردند و او را امپراتور خواندند. مردم سپس به زندان‌ها ریختند و پس از آزاد سازی زندانیان خود را مسلح نمودند. ایزاک که اینک دیگر نگران جانش نبود همراه با مردم و اسقف اعظم به سوی کاخ آندرونیکوس یکم راه افتاد. آندرونیکوس که چنین دید در کاخ بزرگ پناه جست و تلاش نمود تا به همراه اندک سربازانش از خود دفاع کند. اما وقتی این کار را بی‌فایده یافت تلاش نمود تا مردم را با وعدهٔ کناره‌گیریش از قدرت و واگذاری امپراتوری به پسرش مانوئل مجاب نماید که این پیشنهاد او باعث خشم بیشتر مردم شد. پس آندرونیکوس چاره‌ای جز فرار ندید و همراه با همسرش اگنس فرانسوی و معشوقه‌اش ماراپتیکه با قایقی به سوی روسیه گریخت.
با فرار آندرونیکوس، ایزاک وارد کاخ شد و با اعلام برکناری او از قدرت خود را امپراتور جدید بیزانس نامید و فرمان به دستگیری آندرونیکوس داد.

### دستگیری، شکنجه و مرگ

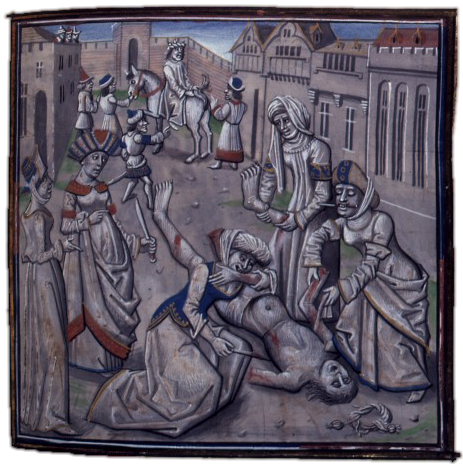
نگاره‌ای قرون وسطایی از چگونگی قتل آندرونیکوس یکم به‌دست مردم

آندرونیکوس تلاش داشت تا خود را به روسیه برساند اما وزش باد مخالف جلوی پیشروی او را گرفت و در نهایت منجر به دستگیری او شد. او در ابتدا تلاش کرد تا با برانگیختن حس همدردی دستگیرکنندگانش بگریزد اما فایده‌ای نداشت و او را در آنماس زندانی کردند. سپس او را به قسطنطنیه و به خدمت امپراتور جدید آوردند.
درآنجا ریش او را دریدند، سرش را تراشیدند و دندان‌هایش را کشیدند. کسانی که آنجا حاضر بودند، از جمله زنانی که شوهرانشان به دست او اعدام یا کور شده بودند آندرونیکوس را زیر مشت و لگد خود گرفتند. سپس دست راست او را با تبر قطع کردند و چند روز بعد یکی از چشم‌هایش را از حدقه به درآوردند. او را سپس بر شتری نشانده به دور بازار گرداندند و در ادامه با چماق بر سر او کوفتند و سرگین گاو و مانند را در سوراخ‌های بینیش فرو بردند. او را با سنگ زدند و آب جوش به صورتش ریختند. سپس او را به میدان مسابقات شهر برده، از پاهایش آویزانش کرده و به ضرب و جرح آلات تناسلیش پرداختند و در نهایت شمشیری را در حلقش فروکردند که نتیجهٔ آن مرگی رقت‌بار برای آندرونیکوس یکم بود.

## در ادبیات فارسی
خاقانی شروانی، شاعر معروف قرن ششم هجری، به علت بیرون رفتن از شروان بدون اجازهٔ پادشاه مدت هشت ماه زندانی شد. در همین وقت قصیدهٔ معروف خود به نام «ترساییه» را خطاب به آندرونیکوس مسیحی که مهمان پادشاه بود سرود تا با شفاعت او از زندان رهایی یابد.